# اسپرینگویل (کالیفرنیا)
اسپرینگویل (به انگلیسی: Springville) یک منطقهٔ مسکونی در ایالات متحده آمریکا است که در شهرستان تولار، کالیفرنیا واقع شده‌است. اسپرینگویل ۱۰٫۸۷۸ کیلومتر مربع مساحت و ۹۳۴ نفر جمعیت دارد و ۳۱۲ متر بالاتر از سطح دریا واقع شده‌است.